# 新業路駅
新業路駅（しんぎょうろえき）は、中華人民共和国浙江省杭州市上城区銭江路と新業路の交差点に位置する杭州地下鉄9号線の駅である。

## 歴史
- 2022年4月1日：開業[1]。

## 駅構造
島式ホーム1面2線を有する地下駅。

### のりば
| 番線    | 路線 | 行先                             |
| ------- | ---- | -------------------------------- |
| ■ 9号線 | 下り | 観音塘方面                       |
| ■ 9号線 | 上り | 客運中心・臨平南高鉄站・竜安方面 |

（出典：杭州地下鉄:站内空间示意图）

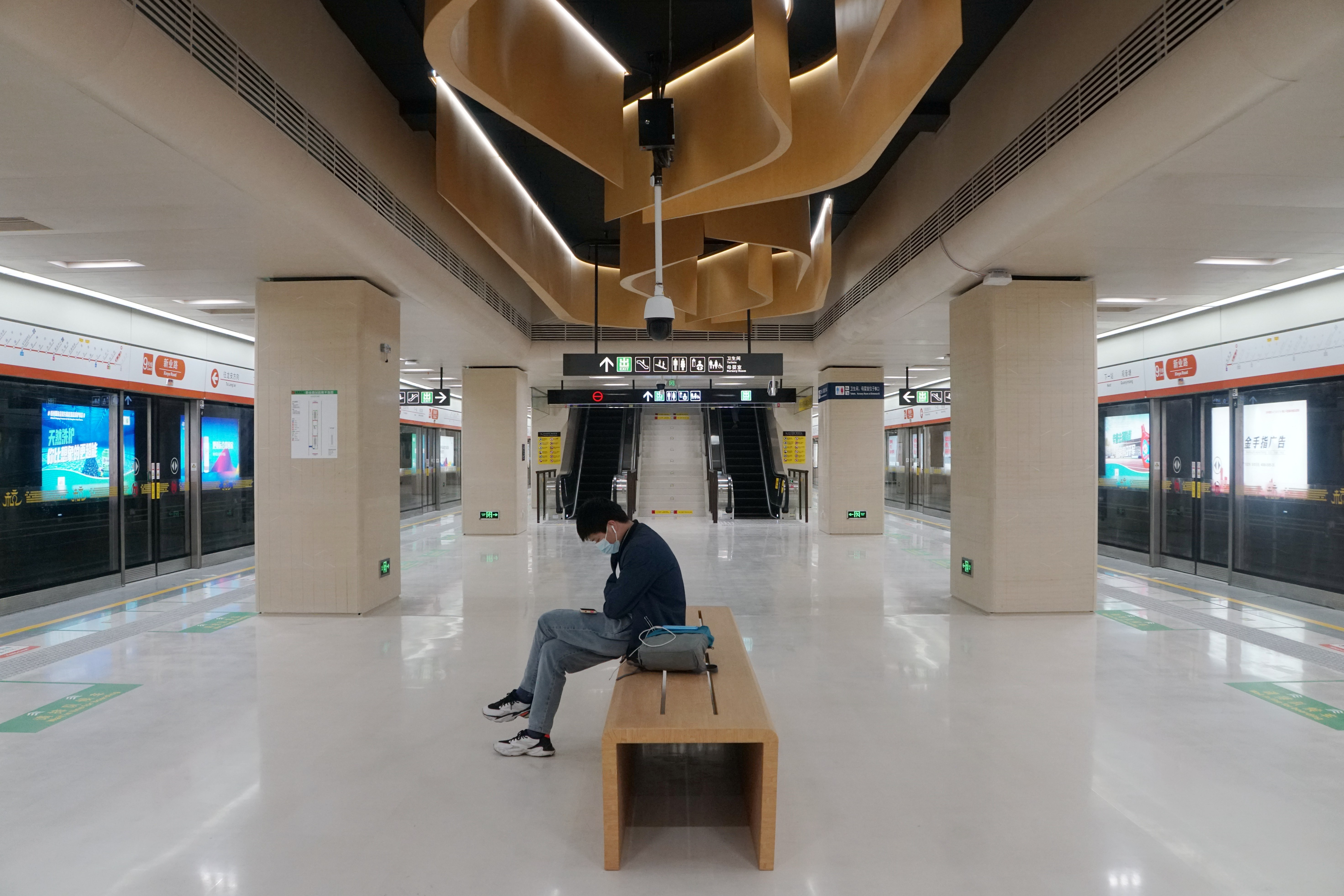
ホーム
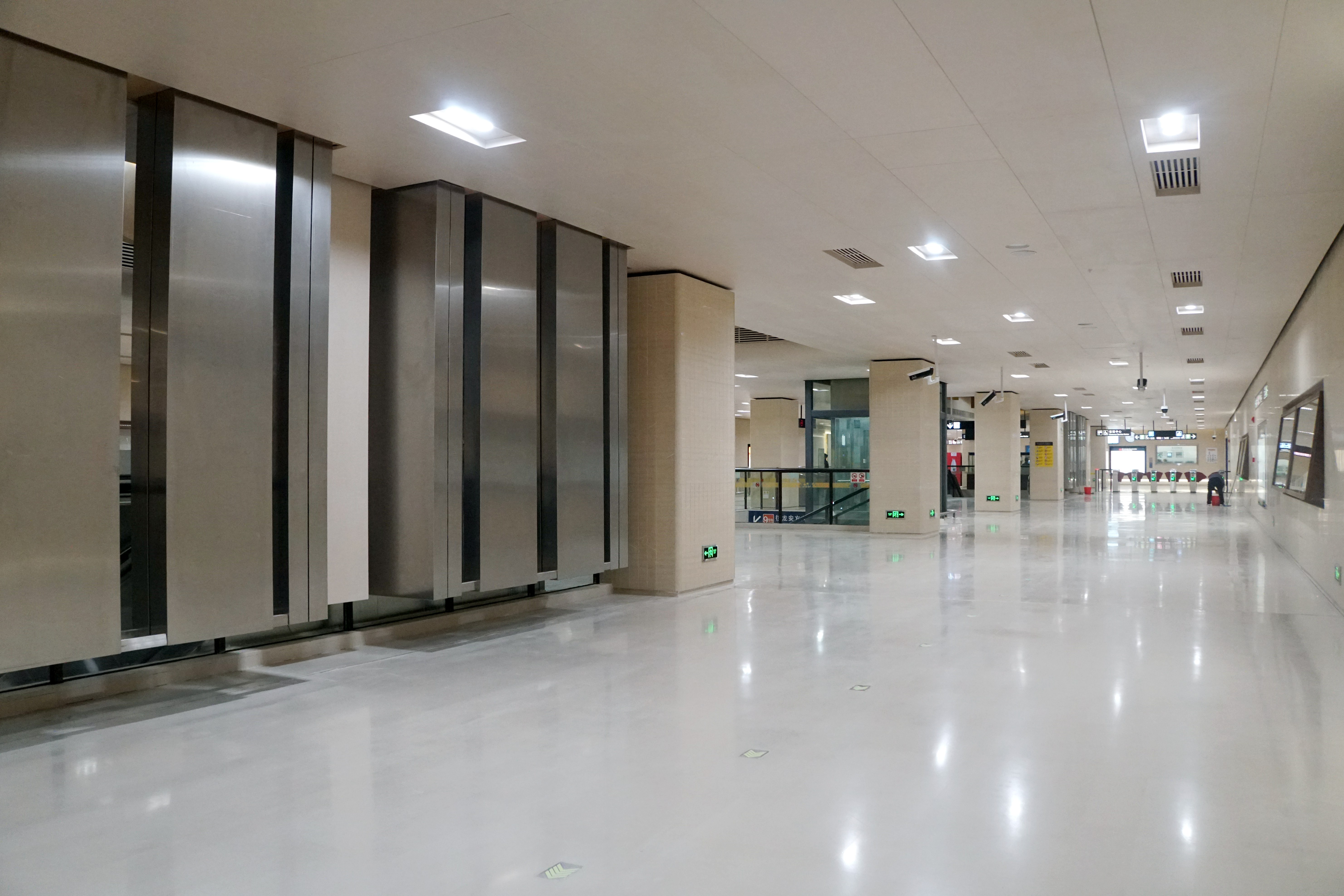
コンコース

## 駅周辺
- 市民中心（中国語版）
  - 杭州市青少年発展中心（中国語版）
  - 杭州市市民之家（中国語版）
  - 杭州図書館（中国語版）
- 浜江・万潮星匯
- 和諧嘉園南苑
- 中国人寿ビル（中国語版）
- 来福士（中国語版）
- 4号線・7号線 市民中心駅

## 隣の駅
杭州地下鉄
■ 9号線
観音塘駅 - 新業路駅 - 銭江路駅